# Polskie Stronnictwo Demokratyczne (1861–1918)
Polskie Stronnictwo Demokratyczne (PSD) – ugrupowanie i środowiska działające w latach 1861-1918 na terenie Galicji, zwane również demokratami galicyjskimi, albo bezprzymiotnikowymi. 
Ugrupowanie odwoływało się do tradycji partii powołanej przez demokratów lwowskich w 1848 roku z inicjatywy Jana Dobrzańskiego i Józefa Dzierzkowskiego. Partia wznowiła działalność w 1861 jako  Towarzystwo Narodowo-Demokratyczne które potem upadło na początku lat siedemdziesiątych. W rządzonej przez konserwatystów Galicji ruch demokratyczny nie wytworzył potem jasnej struktury. Życie polityczne-grupowało się wokół czasopism, które często zmieniały właścicieli, publicyści zaś wędrowali od redakcji do redakcji. W latach sześćdziesiątych głównym organem demokracji była „Gazeta Narodowa”, redagowana przez Jana Dobrzańskiego. Zwolennicy Ziemiałkowskiego, Jan Lam i Henryk Rewakowicz, założyli w końcu lat sześćdziesiątych „Dziennik Polski”. Obie gazety jednak stawały się coraz bardziej umiarkowane i coraz mniej demokratyczne. Do końca lat sześćdziesiątych centrum wszelkich ruchów demokratycznych stanowił Lwów, stolica i największe miasto w kraju. Demokraci działali w środowisku mieszczańskim i rzemieślniczym. Pod ich patronatem powstało w 1867 roku we Lwowie towarzystwo rzemieślnicze „Gwiazda”. W latach 60. XIX wieku środowisko polityczne demokratów rozrywały walki pomiędzy federalistami którym przewodził Franciszek Smolka a "mamelukami" (zwolennikami dialogu z rządem) skupionymi wokół Floriana Ziemiałkowskiego.   
Odbudowę ruchu liberalno-demokratycznego w Galicji w latach 80. zawdzięczamy powstałemu w 1882 roku dziennikowi "Nowa Reforma" w którym główną rolę zaczęli odgrywać nowi liderzy ruchu Tadeusz Romanowicz i Tadeusz Rutowski. Od 1883 wspierał go także „Kurier Lwowski” redagowany przez Henryka Rewakowicza. Skupiska demokratyczne nie były jednorodne. Spory zdarzały się zarówno między poszczególnymi działaczami, jak i między środowiskiem lwowskim a krakowskim. Środowisko uważało się za dziedzica tradycji powstania styczniowego. Stąd uważano za swój obowiązek podtrzymywanie "ducha narodowego" a także organizowano obchody narodowe.  Ideologicznie przeciwstawiało się konserwatystom zarówno podolakom jak  stańczykom. Członkami PSD były osoby z ziemiaństwa oraz inteligencji, burżuazji (głównie z Krakowa i Lwowa). Program PSD obejmował hasła liberalizmu gospodarczego i światopoglądowego, domagano się też subsydiowania przemysłu galicyjskiego.   
Do głównych działaczy w drugiej połowie XIX wieku należy zaliczyć takich polityków jak: Franciszek Smolka, Aleksander Dunin Borkowski, Florian Ziemiałkowski, Jan Dobrzański, Józef Dzierzkowski, Ludwik Wolski, Otton Hausner, Kornel Ujejski, Tadeusz Romanowicz, Henryk Rewakowicz, Jan Lam, Henryk Janko, Mieczysław Weryha Darowski, Stanisław Szczepanowski, Godzimir Małachowski,   
Na początku XX wieku wpływy PSD we wschodniej Galicji przejęło w dużej mierze Stronnictwo Demokratyczno-Narodowe. W 1906 stronnictwo zasiliła znacząca grupa mieszczańska na czele z Juliuszem Leo. W wyborach w 1907 roku do austriackiej Rady Państwa zawarło sojusz z SD-N przeciwko konserwatystom, dzięki czemu narodowi demokraci odnotowali największy w tym czasie sukces wyborczy. Ostatecznie PSD w 1910 roku ze względu na antysemickie hasła endecji zerwało ten sojusz i przeszło do współpracy z konserwatystami krakowskimi tworząc podstawę "Bloku". Wówczas z partii wystąpiła część działaczy głównie lwowskich i utworzyła Polskie Stronnictwo Postępowe. Współpraca demokratów ze stańczykami trwała podczas I wojny światowej na terenie zarówno Naczelnego Komitetu Narodowego jak i Koła Polskiego w Wiedniu. PSD było w tym czasie obok konserwatystów najgorętszym orędownikiem rozwiązania sprawy polskiej w oparciu o Austro-Węgry (tzw. koncepcja trialistyczna). Partia posiadała swoich przedstawicieli w parlamencie austriackim, sejmie galicyjskim a także samorządach większych miast. Organami prasowymi partii były: "Dziennik Polski", "Nowa Reforma" a także "Gazeta Wieczorna" Głównymi działaczami PSD w XX wieku byli: Juliusz Leo, Tadeusz Rutowski, Konstanty Srokowski, Ernest Bandrowski, Adam Doboszyński, Ludomił German, Tadeusz Tertil, Henryk Kolischer, Natan Loewenstein, Władysław Dulęba, Rudolf Gall, Wincenty Tadeusz Jabłoński, Edmund Zieleniewski, Adolf Gross, Stanisław Łazarski, Ignacy Petelenz, Tadeusz Sikorski, Paweł Stwiertnia, Hieronim Wierzchowski.
Po odzyskaniu niepodległości przez Polskę w 1918 roku, ugrupowanie przestało istnieć.